# Tonelada de deslocamento
Uma tonelada de deslocamento é o mesmo que uma tonelada longa ou britânica, que equivale a 35 pés cúbicos, ou 0,9911 metros cúbicos de água salgada.
O conceito de tonelada de deslocamento é amplamente utilizado na indústria naval para medir o peso da água deslocada por uma embarcação quando esta está flutuando. Esse método de medição baseia-se no princípio de Arquimedes, que estabelece que um corpo imerso em um fluido desloca um volume de fluido equivalente ao seu próprio peso. Assim, a tonelada de deslocamento é um indicador direto da capacidade e do peso de uma embarcação.
Em termos práticos, a tonelada de deslocamento pode ser classificada em dois principais tipos:1) Deslocamento leve: Refere-se ao peso da embarcação vazia, ou seja, sem carga, sem tripulação, sem combustível e sem outros suprimentos necessários para a operação. 2) Deslocamento carregado: Representa o peso total da embarcação quando está completamente abastecida e carregada, incluindo combustível, carga, tripulação e suprimentos necessários para sua viagem.
A tonelada de deslocamento difere de outras medidas de tonelagem, como a tonelagem bruta (GT) e a tonelagem líquida (NT), que estão mais relacionadas ao volume interno das embarcações e não diretamente ao peso deslocado pela água. Além disso, em contextos militares, a tonelagem de deslocamento é frequentemente utilizada para indicar o tamanho e a capacidade de navios de guerra, submarinos e outras embarcações não comerciais.
Historicamente, a tonelada de deslocamento tem sido uma métrica essencial para projetistas e engenheiros navais, pois influencia diretamente fatores como estabilidade, capacidade de carga, eficiência de combustível e desempenho geral de uma embarcação no mar. O cálculo preciso do deslocamento é crucial para garantir segurança e conformidade com regulações internacionais de navegação.
Portanto, ao considerar especificações técnicas de embarcações, é fundamental entender o significado e a aplicação da tonelada de deslocamento para uma melhor avaliação de seu desempenho e capacidade operacional.